# Arkona (rosyjski zespół muzyczny)
Arkona (ros. Аркона) − założona w 2002 roku rosyjska grupa muzyczna wykonująca folk-pagan metal. Grupa wydała dziewięć płyt LP, jedną EP oraz dwa koncertowe DVD (stan na kwiecień 2024).

## Historia

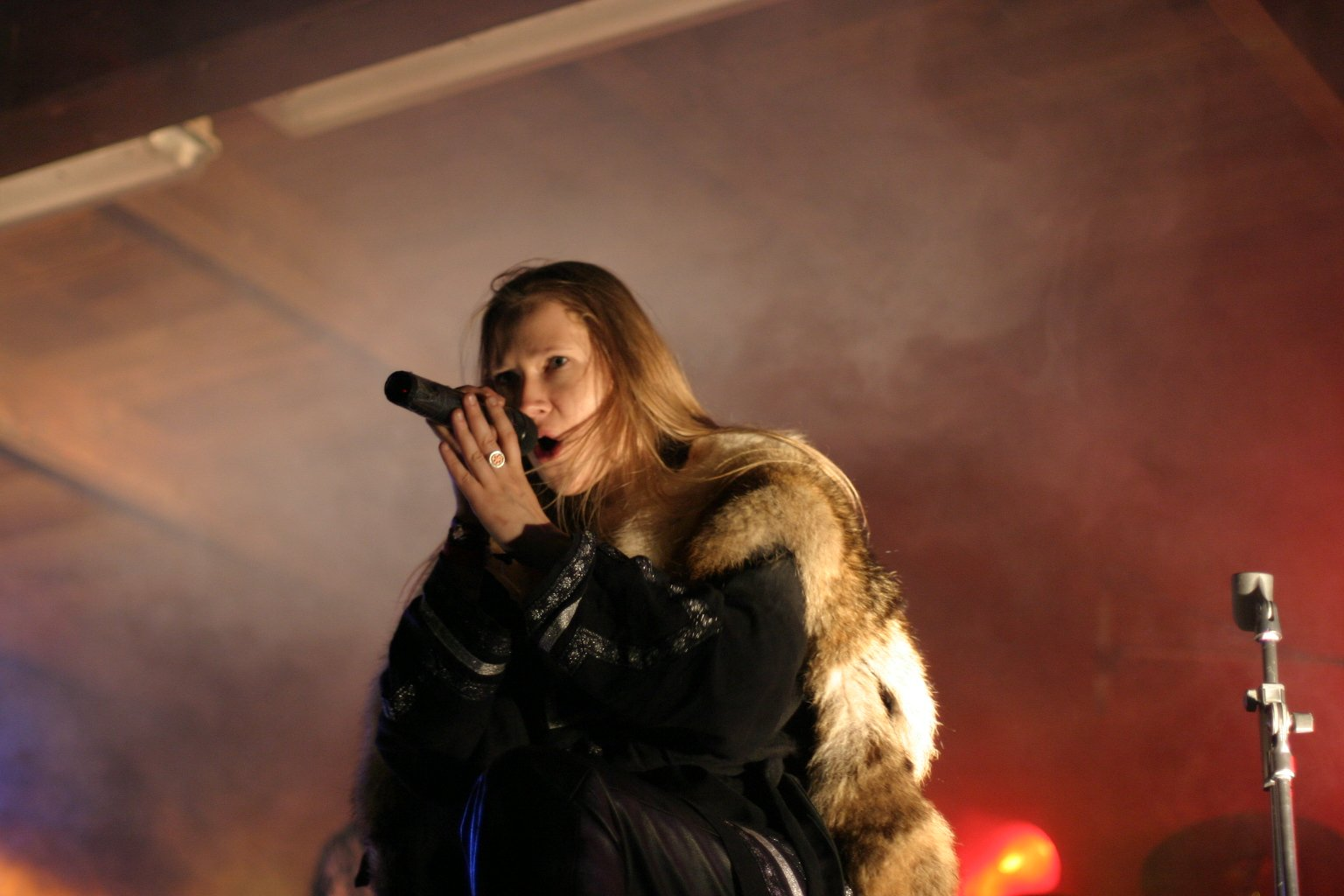
Wokalistka Masza "Scream" Archipowa na Black Troll Festival (Niemcy) w 2010 roku

Korzenie grupy sięgają początków 2002 roku, kiedy członkowie koła rodzimowierców z miasta Dołgoprudnyj: Masza "Scream" Archipowa i Aleksandr "Warlock" Koroliew postanowili zorganizować grupę muzyczną odpowiadający ich poglądom. Początkowo grupa nazywała się Hiperboreja (oryg. ros. Гиперборея). W jej skład weszli: Masza "Scream" Archipowa (wokal), Jewgienij Kniaziew (gitara), Jewgienij Borzow (bas), Ilja Bohatyriew (gitara), Aleksandr «Warlock» Koroliew (bębny), Olga Łoginowa (klawisze). Już w lutym tego samego roku grupa zmieniła nazwę na Arkona (oryg. ros. Аркона). Tematyka utworów początkowo była zorientowana na folk-pagan metal, z tekstami nawiązującymi do rodzimowierstwa i historii Rusi.
W związku z rosnącą popularnością grupy, zaistniała potrzeba nagrania dema. Miało to miejsce w końcu 2002 roku w studiu CDM-records. Demo zawierało trzy utwory: Kołada, Sonceworot, Ruś. Materiał ten można znaleźć na bonus-tracku albumu Żyzń wo sławu.
Od początku 2003 roku grupa rozpoczęła koncertowanie. Pierwszą większą okazją do zaznajomienia publiczności z twórczością grupy był festiwal Jazyczeskaja Ruś w klubie Estakada, gdzie 8 lutego 2003 roku grupa zaprezentowała się obok takich sław rosyjskiej sceny muzycznej, jak Butterfly Temple, Pagan Reign, Сварга (Swarga), Rossomahaar. Po serii koncertów zespół rozpoczął starania o nagranie debiutanckiego albumu, lecz zostały one przerwane zawieszeniem działalności grupy. Wokalistka grupy liczyła się z możliwością rozpoczęcia kariery solowej. Wkrótce jednak Masza powróciła do zespołu i wzięła udział w nagraniu albumu Wozrażdienie, który ukazał się w marcu 2004 roku. Album ten zyskał szerokie uznanie w świecie i jest jednym z najważniejszych nagranych w stylu słowiańskiego pagan metal. Głównym autorem tekstów była Masza, pomagał jej współpracujący z grupą muzyk i poeta Lesjar Niewid, były członek Butterfly Temple.
Grupa postanowiła wykorzystać sukces i już w grudniu tego samego roku ukazał się drugi album, Lepta. Nagrano go w tym samym składzie osobowym, co poprzedni. Sięgnięto po te same tematy, co w poprzednim przypadku, lecz utwory cechowała znacznie mroczniejsza atmosfera. W momencie wydania albumu skład zespołu zmienił się: tworzyły go już tylko cztery osoby: Masza "Scream" Archipowa, Siergiej "Lazar", Rusłan "Kniaź" i Wład "Artist".
Pomimo kłopotów finansowych grupy, trzeci album pojawił się w 2005 roku. Nagrywając go, grupa zadecydowała o odejściu od stosowania syntezatorów na rzecz oryginalnych instrumentów. Wskutek tego zaszła konieczność współpracy z muzykami folkowymi. Byli to przede wszystkim Władimir Czerepowskij oraz byli muzycy grup Swarga i Ałkonost. Przy okazji prezentacji albumu nagrano płytę typu live. Jesienią 2007 ukazała się czwarta płyta Arkony, От сердца к небу. 31 października 2008 grupa podczas koncertu w moskiewskim klubie "Точка" (Toczka) zarejestrowała materiał przewidziany do wydania tego samego roku w formie zapisu koncertu na płycie DVD. Tytuł wydawnictwa: "Ночь Велесова" (Nocz Welesowa). 28 października 2009 zespół wydał płytę "Goi Rode Goi".

## Muzycy
Obecny skład zespołu

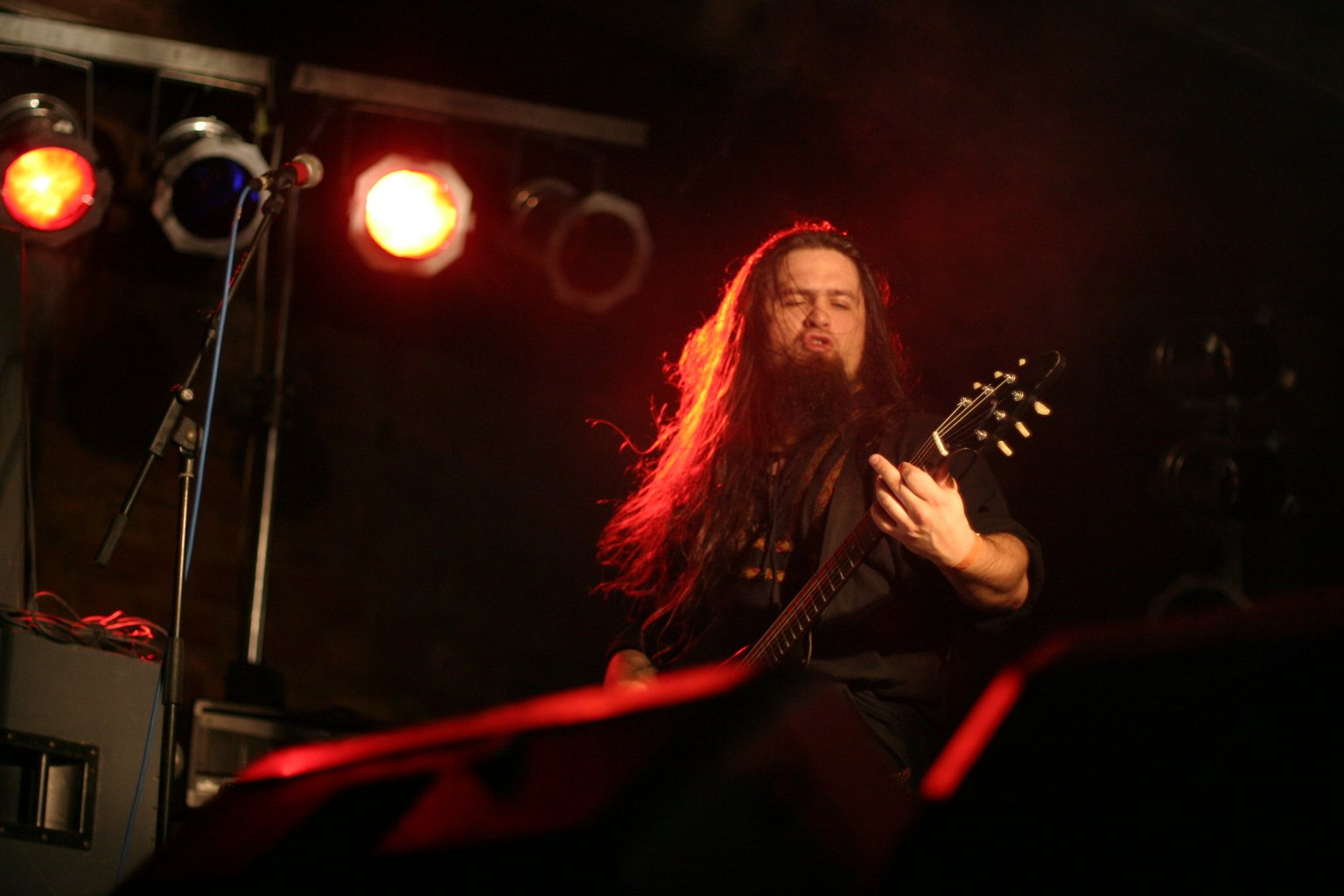
Gitarzysta zespołu Siergiej "Lazar" na Black Troll Festival (Niemcy) w 2010 roku

- Masza "Scream" Archipowa (ros. Маша Архипова) – wokal, gitara akustyczna, instrumenty klawiszowe (od 2002)
- Siergiej "Lazar" Atraszkiewicz (ros. Сергей Атрашкевич) – gitara (od 2003)
- Rusłan "Kniaź" Rosomachierow (ros. Руслан Росомахеров) – gitara basowa (od 2003)
- Władimir "Volk" Rieszetnikow (ros. Владимир Решетников) – flet, dudy (od 2009)
- Aleksander "Noff" Smirnow - perkusja (od 2021)

oraz
- Aleksandr Kozłowski (ros. Александр Козловский) – wiolonczela (sesyjnie, od 2009)

Byli członkowie zespołu
- Wład "Artist" Sokołow (ros. Влад Соколов) – perkusja, instrumenty klawiszowe  (2003-2014)
- Aleksiej "Lesiar" Agafonow (ros. Алексей Агафонов) − wokal (2003-2004)
- Andriej Iszczenko (ros. Андрей Ищенко) – perkusja (2014-2020)[3]
- Aleksandr "Warlock" Koroliow (ros. Александр Королёв) − perkusja (2002-2003)
- Olga Łoginowa (ros. Ольга Логинова) − instrumenty klawiszowe (2002-2003)
- Ilja Bogatyriow (ros. Илья Богатырёв) − gitara (2002-2003)
- Jewgienij Kniaziew (ros. Евгений Князев) − gitara (2002-2003)
- Jewgienij Borzow (ros. Евгений Борзов) − gitara basowa (2002-2003)

## Dyskografia
- Русь (Ruś) (2002, demo)

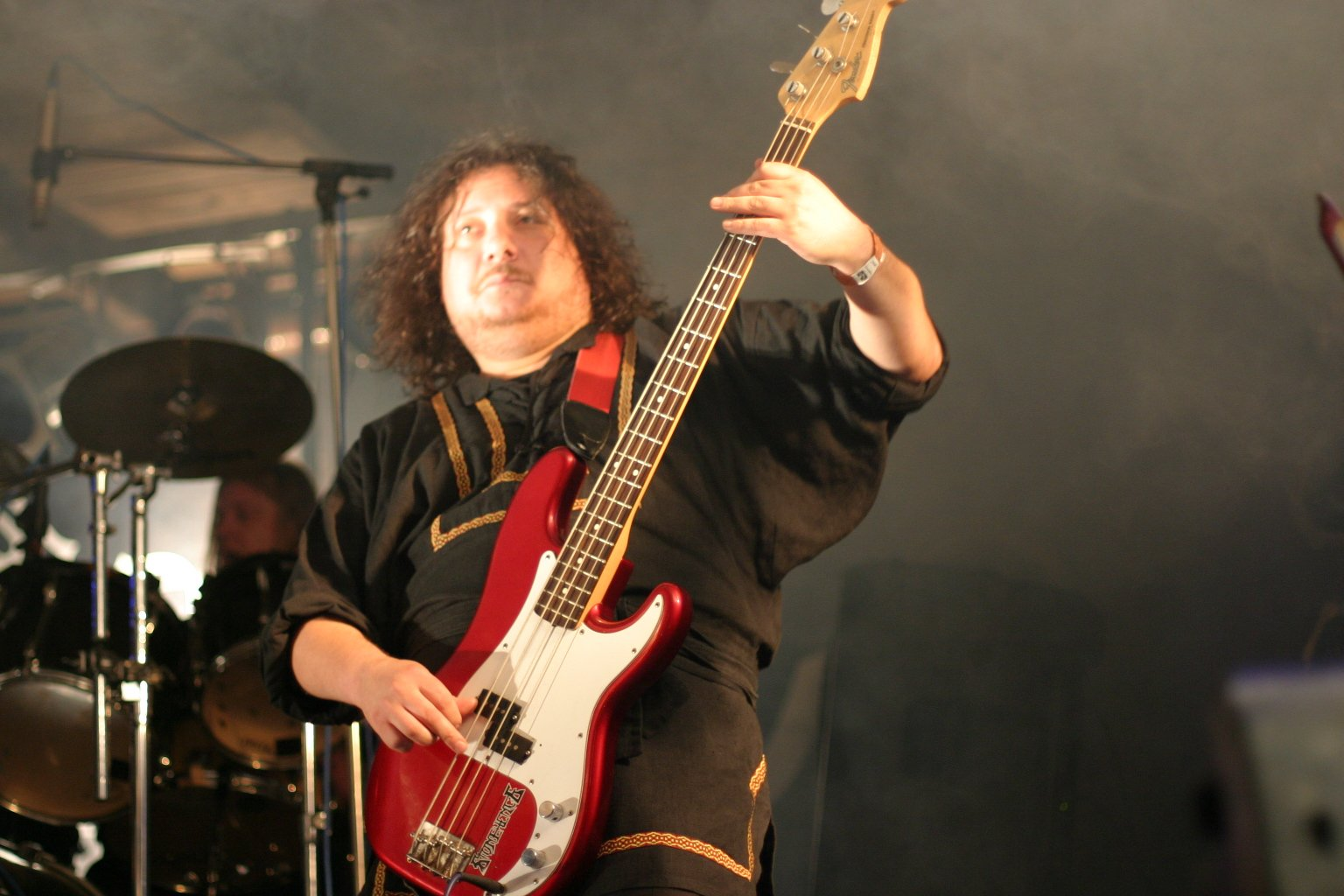
Basista zespołu Rusłan "Kniaź" na Black Troll Festival (Niemcy) w 2010 roku

- Возрождение (Wozrożdienije) (2004)
- Лепта (Lepta) (2004)
- Во славу великим! (Wo sławu wielikim!) (2005)
- От сердца к небу (Ot sierdca k niebu) (2007)
- Гой, Роде, Гой! (Goi, Rode, Goi!) (2009)
- Стенка на стенку (Stienka na stienku) (2011, EP)
- Слово (Słowo) (2011)
- Явь (Jaw') (2014)
- Chram (2018)
- Kob' (2023)

## Wideografia
- Жизнь во славу (Żyzń wo sławu) (2006, DVD)
- Ночь Велесова (Nocz Welesowa) (2009, DVD)
- Decade of Glory (2013, CD)

## Nagrody i wyróżnienia
| Rok  | Kategoria                                                                      | Nagroda                 | Uwagi      |
| ---- | ------------------------------------------------------------------------------ | ----------------------- | ---------- |
| 2008 | The Best Pagan/Viking/Folk Metal Album (От сердца к небу (Ot Sierdca K Niebu)) | Metal Storm Awards 2007 | 2. miejsce |
| 2010 | The Best Pagan/Viking/Folk Metal Album (Гой, Роде, Гой! (Goi, Rode, Goi!))     | Metal Storm Awards 2009 | 2. miejsce |